# Qandyaǧaš
Qandyaǧaš (in kazako: Қандыағаш) è una città del Kazakistan situata nella regione di Aqtöbe ed è capoluogo del distretto di Mūǧalžar.